# Jean Vallée
Jean Vallée, nacido Paul Goeders, (Verviers, 2 de octubre de 1941-Clermont-sur-Berwinne, 12 de marzo de 2014) fue un cantautor belga. Conocido por su participación en los Festivales de la Canción de Eurovisión de los años 1970 y 1978.

## Carrera
En 1967 Vallée representó a Bélgica en el Festival Internacional da Canção celebrado en Río de Janeiro, donde Jacques Brel fue miembro del jurado. En 1970 representó a Bélgica en el Festival de la Canción de Eurovisión con la canción "Viens l'oublier" finalizando octavo. Repitió experiencia en 1978 representando a su país con el tema "L'amour ça fait chanter la vie", finalizando segundo tras la canción de Israel. Entre las canciones que compuso destacan "Divine", "Viens l'oublier", "L'amour ça fait chanter la vie", "La vague" que Nana Mouskouri convirtió en éxito mundial. En 1980 interpretó el papel del inspector Javert de la obra "Los miserables" en París.

## Reconocimientos
En 1999 fue nombrado Caballero de la Orden de la Corona por el rey Alberto II de Bélgica.